# Oundle
Koordinaten: 52° 29′ N, 0° 28′ W

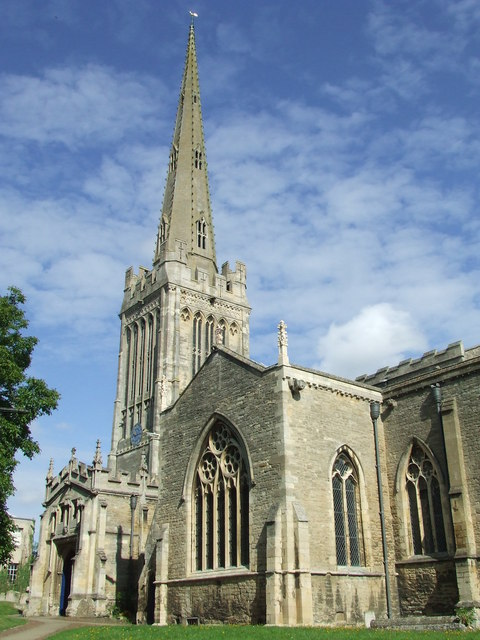
St Peter’s Church Oundle

Oundle ist eine englische Stadt mit 5345 Einwohnern (Stand: 2001) am River Nene in der Unitary Authority North Northamptonshire. Sie liegt ca. 20 km südwestlich von Peterborough. Der Ort ist bekannt für die Internatsschule Oundle School, die aus dem Vermögen von William Laxton, der in Oundle geboren wurde und 1544 Lord Mayor of London war, gegründet wurde. Weiterhin ist Oundle Sitz des Motoryachtenherstellers Fairline.

## Sehenswürdigkeiten
St Peter’s Church in Oundle hat den mit 210 Fuß (circa 64 m) höchsten Kirchturm in Northamptonshire. Die Kirche stand im Licht der Öffentlichkeit, als ein Kirchengericht 1996 entschied, dass sie einen Wasserspeier mit dem Gesicht von Bill Westwood, dem Bischof von Peterborough, anbauen dürfe, obwohl einige Gemeindemitglieder sich dagegen ausgesprochen hatten.

## Partnerschaft
Mit der französischen Gemeinde Andrésy besteht seit 2001 eine Gemeindepartnerschaft.

## Persönlichkeiten
- James Yorke Bramston (1773–1836), Konvertit von der anglikanischen zur katholischen Kirche, katholischer Bischof und Apostolischer Vikar von London
- Ebenezer Prout (1835–1909), Musikwissenschaftler, Musikpädagoge und Komponist
- Alfred Edward Taylor (1869–1945), britischer Moralphilosoph
- Miriam Rothschild, DBE (1908–2005), britische Meeresbiologin und Zoologin